# Parasymmetrione tuberculineata
Parasymmetrione tuberculineata là một loài chân đều trong họ Bopyridae. Loài này được An, Markham & Yu miêu tả khoa học năm 2010.